# 어얼둬쓰시
어얼둬쓰(몽골어: ᠣᠷᠳᠤᠰ ᠬᠣᠲᠠ, Ordos qota 오르도스, 중국어: 鄂尔多斯, 병음: È'ěrduōsī, 중국조선어: 오르도스)는 내몽골 자치구의 남서쪽에 위치한 지급시이다. 오르도스시는 예전의 이커자오맹(伊克昭盟)으로 불리던 곳에 2001년 2월 26일에 설치되었다.

## 어원
오르도스는 가운데를 뜻하는 알타이어족의 어근에서 따왔다.

## 지리
오르도스시의 면적은 86,752 km2로 오르도스고원의 대부분을 차지하고 있다. 시는 동쪽으로 후허하오터시, 북동쪽으로 바오터우시, 북쪽으로 바옌나오얼시, 북서쪽으로 아라산맹, 서쪽으로 우하이시, 남쪽으로 닝샤 후이족 자치구, 산시성 (섬서성), 산시성 (산서성)과 접한다.
오르도스시는 대략 동부의 구릉 지대와 서부와 중앙의 고원 지대, 남북의 모래 사막과 황하의 남쪽 기슭의 평원으로 나눠볼 수 있다. 가장 높은 곳의 해발고도는 2149m로 서부에 위치하고 가장 낮은 곳은 해발고도 850m로 동부에 위치한다.

## 기후
연평균 강수량은 동부는 300~400mm이고 서부는 190~350mm이다. 대부분의 비는 7월과 9월 사이에 내린다.
| Ordos (1971−2000)의 기후 | Ordos (1971−2000)의 기후 | Ordos (1971−2000)의 기후 | Ordos (1971−2000)의 기후 | Ordos (1971−2000)의 기후 | Ordos (1971−2000)의 기후 | Ordos (1971−2000)의 기후 | Ordos (1971−2000)의 기후 | Ordos (1971−2000)의 기후 | Ordos (1971−2000)의 기후 | Ordos (1971−2000)의 기후 | Ordos (1971−2000)의 기후 | Ordos (1971−2000)의 기후 | Ordos (1971−2000)의 기후 |
| 월                       | 1월                      | 2월                      | 3월                      | 4월                      | 5월                      | 6월                      | 7월                      | 8월                      | 9월                      | 10월                     | 11월                     | 12월                     | 연간                     |
| ------------------------ | ------------------------ | ------------------------ | ------------------------ | ------------------------ | ------------------------ | ------------------------ | ------------------------ | ------------------------ | ------------------------ | ------------------------ | ------------------------ | ------------------------ | ------------------------ |
| 역대 최고 기온 °C (°F)   | 7.8 (46.0)               | 13.9 (57.0)              | 19.4 (66.9)              | 32.2 (90.0)              | 32.9 (91.2)              | 32.2 (90.0)              | 35.3 (95.5)              | 33.3 (91.9)              | 33.3 (91.9)              | 24.4 (75.9)              | 18.2 (64.8)              | 10.6 (51.1)              | 35.3 (95.5)              |
| 일평균 최고 기온 °C (°F) | −4.8 (23.4)              | −1.3 (29.7)              | 5.2 (41.4)               | 14.1 (57.4)              | 20.8 (69.4)              | 25.0 (77.0)              | 26.7 (80.1)              | 24.5 (76.1)              | 19.4 (66.9)              | 12.6 (54.7)              | 4.0 (39.2)               | −2.9 (26.8)              | 11.9 (53.5)              |
| 일일 평균 기온 °C (°F)   | −10.5 (13.1)             | −7.2 (19.0)              | −0.5 (31.1)              | 7.7 (45.9)               | 14.6 (58.3)              | 19.1 (66.4)              | 21.0 (69.8)              | 19.1 (66.4)              | 13.8 (56.8)              | 6.8 (44.2)               | −1.7 (28.9)              | −8.3 (17.1)              | 6.2 (43.1)               |
| 일평균 최저 기온 °C (°F) | −14.7 (5.5)              | −11.5 (11.3)             | −5.4 (22.3)              | 1.9 (35.4)               | 8.4 (47.1)               | 13.0 (55.4)              | 15.8 (60.4)              | 14.3 (57.7)              | 8.8 (47.8)               | 2.1 (35.8)               | −5.9 (21.4)              | −12.3 (9.9)              | 1.2 (34.2)               |
| 역대 최저 기온 °C (°F)   | −28.4 (−19.1)            | −27.5 (−17.5)            | −22.8 (−9.0)             | −11.6 (11.1)             | −4.8 (23.4)              | 1.7 (35.1)               | 9.1 (48.4)               | 4.3 (39.7)               | −2.1 (28.2)              | −13.6 (7.5)              | −21.8 (−7.2)             | −25.3 (−13.5)            | −28.4 (−19.1)            |
| 평균 강수량 mm (인치)    | 2.1 (0.08)               | 4.4 (0.17)               | 10.8 (0.43)              | 11.4 (0.45)              | 25.8 (1.02)              | 44.8 (1.76)              | 105.7 (4.16)             | 105.5 (4.15)             | 44.7 (1.76)              | 19.4 (0.76)              | 5.3 (0.21)               | 1.3 (0.05)               | 381.2 (15)               |
| 평균 강수일수 (≥ 0.1 mm) | 2.1                      | 2.9                      | 4.3                      | 3.4                      | 5.9                      | 8.7                      | 12.2                     | 11.9                     | 8.1                      | 4.4                      | 2.6                      | 1.9                      | 68.4                     |
| 출처: Weather China      |                          |                          |                          |                          |                          |                          |                          |                          |                          |                          |                          |                          |                          |

## 역사
오르도스시의 시역은 유목이 적합한 곳이고, 몽골고원에서 화북, 화북에서 몽골 고원으로 통하는 교통상의 요충이며, 옛날에는 흉노와 진·한이 쟁탈한 지대이다. 흉노의 호한야선우는 후한을 좇아 이곳에 왕정(王庭)을 두었다. 15세기에 몽골의 오르도스부가 이주해 왔기 때문에, 이것에 부응하여 지명도 오르도스로 불리게 되었다.
17세기에 오르도스부가 청에 복속하면서, 청은 맹기제(盟旗制)에 의해 오르도스부에 7개의 기를 두어 오르도스 왕가의 후예를 각 기의 기장으로 해, 오르도스 7기를 1맹(이커자오맹)으로 했다.
신해혁명 후의 1928년, 국민정부는 쑤이위안성을 두고, 이커자오맹(伊克昭盟)은 그 남부에 흡수되었다. 만주사변 후, 일본의 관동군의 지원을 받아 덕왕(데므치그돈로브)의 자치 운동이 일어나면 이커자오맹도 여기에 참가해, 1939년에 성립된 몽강국 정부 산하에 들어갔다.
국공내전 후인 1956년, 중화인민공화국 치하에서 최종적으로 쑤이위안성이 폐지된 후 행정구로서 부활하여, 내몽골 자치구에 편입됐다.
풍부한 자원이 있어, 1인당 GDP는 베이징이나 상하이를 크게 웃돌고 있다.

## 행정 구역
2개의 시할구와 7개의 기를 관할한다.
| 구역명      | 간자       | 면적      | 인구    | 오르도스시 현급구역도 |
| ----------- | ---------- | --------- | ------- | --------------------- |
| 시할구      |            |           |         |                       |
| 둥성구      | 东胜区     | 2,512.00  | 243,429 |                       |
| 캉바스구    | 康巴什区   |           |         |                       |
| 기          |            |           |         |                       |
| 다라터 기   | 达拉特旗   | 8,192.00  | 348,546 |                       |
| 준거얼 기   | 准格尔旗   | 7,539.00  | 285,433 |                       |
| 어퉈커 전기 | 鄂托克前旗 | 12,180.00 | 74,226  |                       |
| 어퉈커 기   | 鄂托克旗   | 20,064.00 | 94,720  |                       |
| 항진 기     | 杭锦旗     | 18,903.00 | 138,880 |                       |
| 우선 기     | 乌审旗     | 11,645.00 | 103,066 |                       |
| 이진훠뤄 기 | 伊金霍洛旗 | 5,565.00  | 151,603 |                       |

## 인구
2000년 인구 조사에서 인구는 1,369,766명이었다.
| 민족     | 인구      | 비율   |
| -------- | --------- | ------ |
| 한족     | 1,207,971 | 88.19% |
| 몽골족   | 155,845   | 11.38% |
| 만주족   | 2,905     | 0.21%  |
| 후이족   | 1,861     | 0.14%  |
| 티베트족 | 1,023     | 0.07%  |

## 같이 보기
- 중화인민공화국의 인구순 도시 목록
- 오르도스 문화